# Jacques Lataste
Jacques Lataste (* 7. Juni 1922 in La Grand-Combe; † 10. November 2011) war ein französischer Florettfechter, der zwei olympische Goldmedaillen und zwei Weltmeistertitel gewann.
Bei den Olympischen Spielen 1948 in London gewann die französische Florett-Mannschaft mit André Bonin, René Bougnol, Jéhan Buhan, Jacques Lataste, Christian d’Oriola und Adrien Rommel die Goldmedaille vor den Italienern, im Einzel siegte Buhan vor Christian d’Oriola. Bei den Fechtweltmeisterschaften 1949 revanchierten sich die Italiener und gewannen Gold vor den Franzosen mit Lataste, 1950 in Monte Carlo wiederholte sich dieses Ergebnis, im Einzelwettbewerb gewann Lataste Bronze. Bei den Fechtweltmeisterschaften 1951 in Stockholm siegte Frankreich mit René Bougnol, Jehan Buhan, Christian d’Oriola, Jacques Lataste, Claude Netter und Adrien Rommel vor den Italienern.
Auch bei den Olympischen Spielen 1952 in Helsinki siegte die französische Equipe, zusammen mit Jehan Buhan, Claude Netter, Jacques Noël, Christian d’Oriola und Adrien Rommel siegte Lataste in der Mannschaftswertung und gewann seine zweite olympische Goldmedaille, im Einzelwettbewerb erreichte er den vierten Platz. Bei den Fechtweltmeisterschaften 1953 in Brüssel gewann Lataste sein zweites Mannschafts-Gold bei Weltmeisterschaften zusammen mit Claude Bancilhon, Christian d’Oriola, Claude Netter, Jacques Noel und Adrien Rommel. 1954 gehörte Lataste nicht zur französischen Equipe, 1955 erhielt die Mannschaft keine Medaille, in der Einzelwertung gewann Lataste nach 1950 erneut Bronze. Seinen letzten großen internationalen Auftritt hatte Lataste bei den Olympischen Spielen 1956 in Melbourne. Er verabschiedete sich mit einem siebten Platz in der Einzelwertung und einer Silbermedaille in der Mannschaftswertung.